# 서초구 갑
서울 서초구 갑은 대한민국의 국회의원 선거구이다. 서울특별시 서초구 일부 지역을 관할한다. 현 지역구 국회의원은 국민의힘의 조은희이다. 

## 역사
1988년 1월, 강남구의 일부 지역들이 서초구로 분리되었다. 이에 1988년 대한민국 제13대 국회의원 선거를 앞두고 신설되었다. 신설 당시 잠원동, 반포본동, 반포1동, 반포2동, 반포3동, 방배본동, 방배1동이 서초구 갑으로 묶였으며, 나머지 지역인 서초1동, 서초2동, 방배2동, 방배3동, 도곡동, 양재동, 내곡동은 서초구 을이 되었다. 
1992년 대한민국 제14대 국회의원 선거를 앞두고 방배1동의 일부가 방배4동으로 분리되었다.

## 관할 구역
| 대수        | 관할 구역                                                                               |
| ----------- | --------------------------------------------------------------------------------------- |
| 13대        | 서초구 잠원동, 반포본동, 반포1동, 반포2동, 반포3동, 방배본동, 방배1동                   |
| 14대 ~ 현재 | 서초구 잠원동, 반포본동, 반포1동, 반포2동, 반포3동, 반포4동, 방배본동, 방배1동, 방배4동 |

## 역대 국회의원
| 선거   | 정당 | 정당         | 의원   |
| ------ | ---- | ------------ | ------ |
| 1988년 |      | 무소속       | 박찬종 |
| 1992년 |      | 신정치개혁당 | 박찬종 |
| 1996년 |      | 신한국당     | 최병렬 |
| 1998년 |      | 한나라당     | 박원홍 |
| 2000년 |      | 한나라당     | 박원홍 |
| 2004년 |      | 한나라당     | 이혜훈 |
| 2008년 |      | 한나라당     | 이혜훈 |
| 2012년 |      | 새누리당     | 김회선 |
| 2016년 |      | 새누리당     | 이혜훈 |
| 2020년 |      | 미래통합당   | 윤희숙 |
| 2022년 |      | 국민의힘     | 조은희 |
| 2024년 |      | 국민의힘     | 조은희 |

## 역대 선거 결과

### 대한민국 제13대 국회의원 선거
|  | 30.46% |

|  | 25.12% |

|  | 19.68% |

|  | 12.56% |

|  | 11.22% |

|  | 0.55% |

|  | 0.37% |

### 대한민국 제14대 국회의원 선거
|  | 38.68% |

|  | 30.86% |

|  | 17.24% |

|  | 13.20% |

### 대한민국 제15대 국회의원 선거
|  | 48.56% |

|  | 26.48% |

|  | 12.10% |

|  | 10.47% |

|  | 0.86% |

|  | 0.70% |

|  | 0.44% |

|  | 0.35% |

### 1998년 대한민국 재보궐선거
|  | 44.6% |

|  | 36.2% |

|  | 10.0% |

|  | 8.7% |

|  | 0.7% |

### 대한민국 제16대 국회의원 선거
|  | 55.34% |

|  | 35.79% |

|  | 4.80% |

|  | 3.03% |

|  | 1.02% |

### 대한민국 제17대 국회의원 선거
|  | 56.41% |

|  | 29.52% |

|  | 13.31% |

|  | 0.74% |

### 대한민국 제18대 국회의원 선거
|  | 75.01% |

|  | 22.80% |

|  | 1.35% |

|  | 0.82% |

### 대한민국 제19대 국회의원 선거
|  | 59.10% |

|  | 33.09% |

|  | 7.32% |

|  | 0.48% |

### 대한민국 제20대 국회의원 선거
|  | 57.02% |

|  | 28.48% |

|  | 14.49% |

### 대한민국 제21대 국회의원 선거
|  | 62.60% |

|  | 36.90% |

|  | 0.49% |

### 2022년 대한민국 재보궐선거
|  | 72.72% |

|  | 24.48% |

|  | 2.09% |

|  | 0.35% |

|  | 0.34% |

### 대한민국 제22대 국회의원 선거
|  | 68.44% |

|  | 31.55% |